# بولخوف
شهر بولخوف (به روسی: Болхов) در کشور روسیه و در اوبلاست اوریول واقع شده‌است.